# Danny House

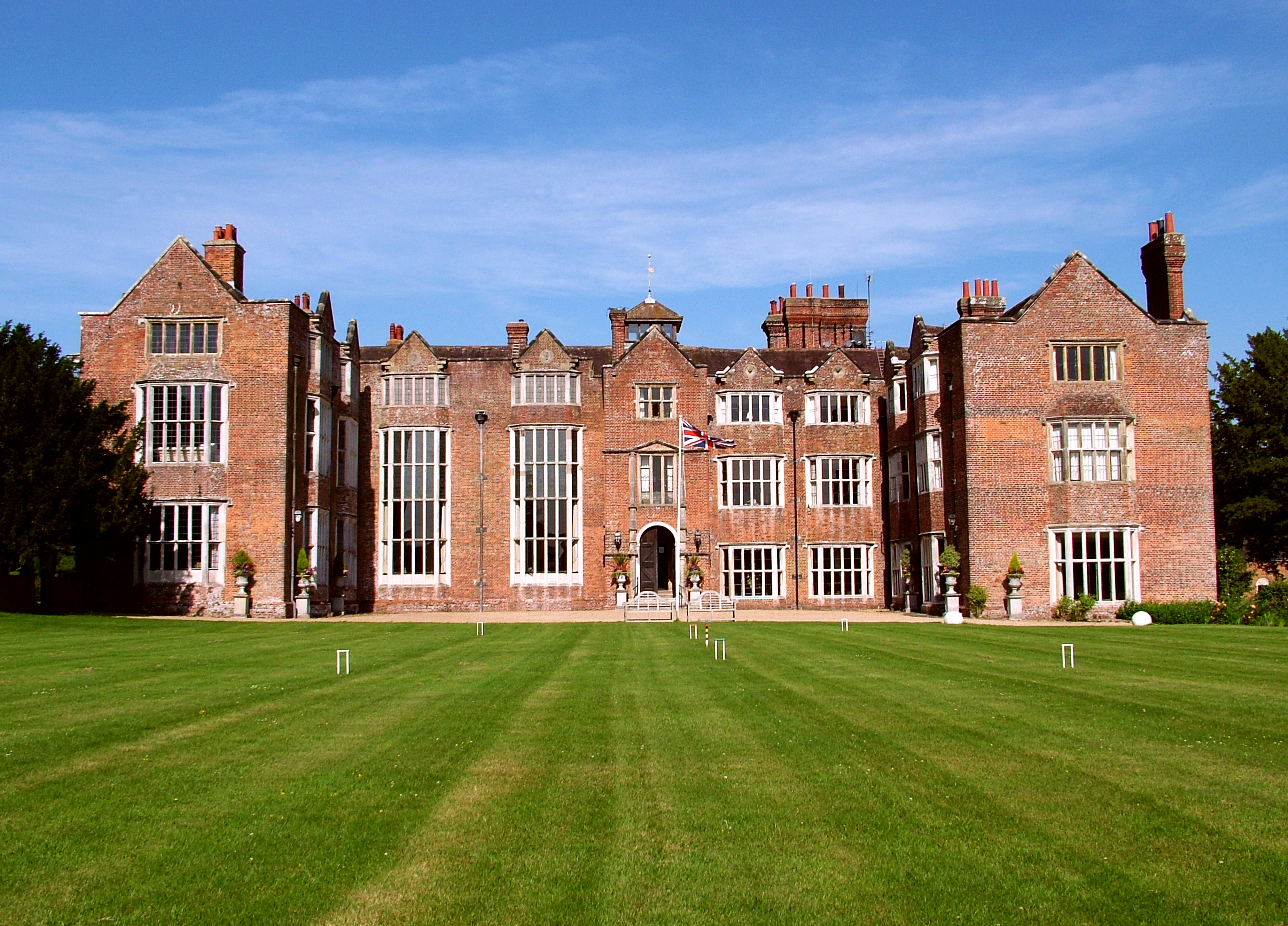
Danny House hecho con ladrillos

Danny House es una mansión de estilo isabelina situada cerca de Hurstpierpoint, en West Sussex. Está clasificada como interés excepcional en Inglaterra. Fue construida en 1593 por el diputado inglés George Goring, y cuenta con 56 habitaciones y 28 apartamentos.

## Historia
Fue construida por George Goring en 1593 en la finca de 8 acres que había comprado. Se diseñó con forma de la ‹E› en honor a la reina Isabel I de Inglaterra, (Elizabeth) que llevaba más de 30 años en el trono.
Durante la Primera Guerra Mundial, fue alquilada durante 3 meses al Primer Ministro David Lloyd George. Allí vivió en una relación con su esposa Margaret y su secretaria y amante Frances Stevenson. Las reuniones del Gabinete de Guerra se celebraban regularmente en un gran salón. Hay se llegó el término de armisticio con el Imperio Alemán lo que llevó al fin de la Primera Guerra Mundial.
En 2003, fue puesta a la venta, y comprada en 2004. Actualmente es un hogar para personas mayores.